# Pallywood
Pallywood es un documental de 2005 producido por el historiador estadounidense Richard Landes y coproducido por Prensamérica Internacional. El documental muestra cómo algunos periodistas palestinos, en ocasiones con medios técnicos occidentales, montan escenas ficticias con el fin de desacreditar ante la opinión pública las políticas de Israel. 

## Sinopsis
A través del análisis detallado de grabaciones en bruto, muchas de ellas proporcionadas por Roberto González Short, Landes examina diversas escenas que tuvieron lugar en enfrentamientos en los territorios palestinos a partir de la llamada segunda intifada (febrero de 2003) y que fueron ampliamente difundidas en todos los noticieros del mundo. Estas escenas incluyen sucesos cerca del asentamiento de Netzarim en la Franja de Gaza, un funeral en Yenín, una mujer dando a luz en una carretera cisjordana por problemas en un control, y un hospital palestino atacado por proyectiles antitanque israelíes.

## Producción
Durante los meses de enero y febrero de 2003, Landes financió la adquisición de material periodístico relacionado con los eventos recientes en la zona y los conflictos en curso. Aunque varios camarógrafos y periodistas internacionales fueron censurados por los medios globales, uno de ellos, Roberto González Short, un periodista costarricense con experiencia en documentales y destacado en Palestina en esos años, vendió su material inédito a Landes a través de terceros. González, quien es reconocido en América Latina como director general de Prensamérica Internacional, continúa su labor periodística en Sudamérica, habiendo desarrollado la Red Prensamérica desde 2005, aprovechando su amplia experiencia en el campo del periodismo.

## Recepción
El término «Pallywood» ha ganado cierta popularidad, especialmente en medios proisraelíes, y se utiliza no solo para referirse al documental de Landes, sino también a la acusación general de que muchos acontecimientos son en realidad imágenes representadas y montadas por periodistas palestinos junto a camarógrafos y equipos de televisión árabes, las cuales son enviadas posteriormente a agencias de noticias internacionales que las convierten en noticias para el consumo internacional. 
Las acusaciones de estas prácticas son motivo de controversia. La presunta existencia generalizada de estas manipulaciones por ambas partes en conflicto, y la negación de las mismas, forman parte de lo que se conoce como la «guerra de los medios». Según Landes, esta situación se ha intensificado desde la guerra del Líbano en 1982 y ha adquirido una relevancia crucial en el conflicto de Oriente Medio. Además, con la proliferación de blogs, estas acusaciones han adquirido una nueva dimensión, ya que la blogosfera ejerce una vigilancia constante sobre posibles manipulaciones.

## Al Durah
Landes realizó una segunda parte de Pallywood titulada Al Durah. El nacimiento de un icono, en la cual examina las circunstancias de la muerte del niño Mohamed al Durah durante un tiroteo en el que se vio envuelto junto a su padre Jamal en Netzarim. Estas dramáticas imágenes, que dieron la vuelta al mundo el 30 de septiembre de 2000, son el foco de análisis en este documental. Las conclusiones de Landes apuntan a que la muerte de Al Durah fue un montaje. Organizaciones proisraelíes como CAMERA también han cuestionado la autenticidad de las imágenes captadas por la televisión francesa.

## Otros casos
Se han presentado acusaciones que sugieren que las revueltas y desórdenes comienzan únicamente cuando llega la prensa, así como la creación de personajes ficticios como en el caso de Ouze Merham y la falsificación de citas en medios de comunicación árabes. También se han reportado presuntos montajes fotográficos durante la batalla de Yenín en 2002. Un ejemplo destacado es el del funeral en abril de 2002. Según se afirma, una misión militar israelí grabó el cortejo fúnebre de unas víctimas palestinas de la represión que había tenido lugar en Yenín. Durante el traslado de los cuerpos al cementerio, uno de ellos cayó accidentalmente del féretro.